# Vellozia campanuloides
Vellozia campanuloides là một loài thực vật có hoa trong họ Velloziaceae. Loài này được Mello-Silva miêu tả khoa học đầu tiên năm 1993.